# Елизаров, Вадим Альбертович
Ва́дим Альбе́ртович Елиза́ров (12 июня 1949, Саратов, Российская Советская Федеративная Социалистическая Республика, СССР — 28 мая 2017, Севастополь) — советский, украинский и российский танцор, тренер, педагог по бальным танцам, основатель, художественный руководитель, директор и режиссёр Севастопольского Академического Театра танца имени В. А. Елизарова. Народный артист Украины (2002). Заслуженный работник культуры Украины (2000) и Заслуженный деятель искусств Автономной Республики Крым (2000). Лауреат Государственной премии Крыма (2004). Кавалер Ордена «За заслуги» III степени (2009).
Президент крымского регионального отделения РТС (2014). Профессор кафедры хореографии Крымского университета культуры, искусств и туризма (2011—2017). Профессор кафедры хореографии Киевской академии танца и международного Харьковского славянского университета.

## Биография

### Жизнь в Саратове
Вадим Елизаров родился 12 июня 1949 года в Саратове в семье рабочего Альберта Семеновича Елизарова (род. 1928 году в г. Дербент) и заведующей детским садиком Веры Николаевны Красновой (род. 1929 году в г. Пенза). В 1958 году родился его младший брат Михаил.
Учился в средней школе № 20 и № 8 Саратова. Решающую роль в выборе профессии сыграла бабушка Александра Филипповна Якунина, окончившая художественную школу с класса живописи, и занятия в 1955—1965 годах в кружке классической хореографии Саратовского Дворца пионеров и школьников, руководимом заслуженным работником культуры РСФСР и балериной Саратовского театра оперы и балета Лидией Аркадьевной Шелагуровой. Передача «Давайте потанцуем!» побудила заниматься в 1964—1968 годах в кружке бальных танцев, руководимом педагогом по бальным танцам Валентиной Андреевной Добровой, параллельно обучался в 1966—1968 годах в кружке народно-сценических танцев.
Учился в Саратовском авиационном техникуме в 1964—1968 годах. В те времена этот техникум по уровню образования приравнивался к высшему учебному заведению. В 1969 году был зачислен на вечернее отделение экономического факультета Саратовского экономического института по специальности «экономист по планированию промышленности», год работал слесарем на электроприборостроительном авиационном заводе после техникума. Окончив университет, в период 1972—1973 годов работал инженером во Всесоюзном государственном проектном институте «Гидропромсельстрой», экономистом на «Облкниготорг», инженером и старшим экономистом в тресте № 7 «Главприволжстрой». В 1973—1974 годах работал старшим лаборантом в Саратовском авиационном техникуме.

### Профессиональная деятельность
В 1970 году создал клуб современного бального танца «Эдельвейс» во Дворце культуры завода «Техстекло», являющимся одним из сильнейших клубов в Советском Союзе. В 1974—1977 годах работал заведующим массовым отделом во Дворце культуры. Воспитанники клуба становились победителями многих всероссийских конкурсов, команды в 1974—1975 годах дважды брали в Донецке Кубок Украины. Несколько лет выступал организатором ежегодного турнира «Хрустальный приз» завода «Техстекло», являющимся в тот период неофициальным первенством страны. В период 1965—1978 годов стал лауреатом многих всероссийских конкурсов и городов Поволжья по бальным танцам, неоднократным победителем первенства России, входил в сборную команду Советского Союза от Украины. В 1977 году организовал занятия бальными танцами для лиц старше 30, положившее начало движению сеньоров в Саратове.
С 1978 года студию бального танца «Эдельвейс» возглавили его ученики Виталий Александрович и Елизавета Витальевна Барановские.
В 1977 году работал три летних месяца балетмейстером в Севастопольском Доме культуры. В августе провёл первый по значимости и уровню всесоюзный конкурс на водной станции КЧФ с участием известных судей и танцоров из Москвы, Таллина и Сахалина. Выступая на конкурсе с показательными танцами, повстречал директора Севморзавода Виктора Ивановича Подбельцева и секретаря Нахимовского райкома партии Надежду Георгиевну Шкарину, выделившие в апреле 1978 года Вадиму и его супруге Нине квартиру в Севастополе.

### Ансамбль «Виктория»
В 1978—1985 годах работал инженер-технологом и наладчиком на Морском заводе имени Орджоникидзе, с 1986 года преобразованный в Севастопольский культурный комплекс «Корабел».
В 1978 году создал на базе завода ансамбль бального танца «Виктория». В 1983 году ансамбль удостоен звания «Народный».
В 1990 году ансамбль перебазировался в Дворец пионеров в Севастополе, руководимый Валентиной Александровной Сытник.
В 1989 году на чемпионате Европы среди команд формейшн в Осло его команда заняла 4-е место в финале, открыв миру Украину. Впервые в истории соревнований команда была разделена на два лагеря и объединена темой вражды Монтекки и Капулетти, в то время в мире существовало синхронное исполнение. В 1993 году команды Елизарова завоевали бронзу чемпионата мира, серебро открытого первенства Германии, с 1994 по 1998 год входили в финал чемпионатов мира и Европы.
С 1985 по 1999 год вырастил двадцать танцевальных пар международного класса, подготовил команды формейшн по всем возрастным категориям, сделал ансамбль 12-кратным чемпионом Украины, 2-кратным чемпионом России (2015—2016) и последним чемпионом СССР (1990). Выступал судьей на чемпионатах мира и Европы, с мастер-классами и показательными выступлениями ансамбля по Германии, Бельгии, Швейцарии, Советскому Союзу. Работа тренером продолжалась тридцать лет и принесла Севастополю звание одной из танцевальных столиц Украины.
Выступления в 1999 году ансамбля «Виктория» с шоу «Фантастика» по Германии, вдохновили создать первый в мире театр на лексике бального танца, ставший впоследствии визитной карточкой и достопримечательностью города.
В 2008 году спортивно-танцевальный клуб «Виктория» возглавили сын Александр Вадимович Елизаров и невестка Наталья Дмитриевна Иванова.
С 2011 года совмещал художественное руководство театром с руководством кафедрой хореографии в Крымском университете культуры, искусств и туризма.
В 2013 году стал обладателем диплома РТС «Легенда бального танца».
В 2014 году возглавил крымское отделение РТС. В 2015 году создал и ежегодно проводил Всероссийский фестиваль бального танца «Севастопольский вальс» и в его рамках чемпионат России по формейшну. В составе Украины проводил международные фестивали танца «Севастопольский вальс — 2001», приуроченный к 10-й годовщине независимости Украины", «Yelizarov Dance Fest. Кубок Федераций» в 2011 году.
С 2006 по 2007 год был судьей телешоу «Танцы со звездами» (Украина). В 2009 году двух передач телешоу «Танцую для тебя». В 2017 году коллектив театра танца принял участие в проекте «Танцуют все!» на российском государственном «Первом канале», уступив в третьем выпуске коллективу Белгорода.

### Севастопольский театр танца
Приказом от 03 декабря 1999 № 2183-р при содействии мэра Севастополя Л. М. Жунько Вадиму Елизарову был передан под здание театра спортивный зал Дворца пионеров на улице Нахимова, 4. Собственными руками руководитель и его актёры отремонтировали заброшенное помещение, со временем превратившееся в известный «Театр танца». Нахождение театра на экспериментальной и арендной основе в здании, создавало неоднократно конфликты и споры персонала Дворца пионеров с его руководителем.
В 2000 году состоялась премьера: спектакль «История любви». Затем были «Весеннее путешествие», «Аргентинское танго», «Кармен», «Вальс о вальсе», «Exhibition», «Notre-Dame de Paris», «Пигмалион», «Фуэте». Ученики повышали мастерство, участвуя одновременно на конкурсах по танцам и в спектаклях, осваивая новые виды танцев и возглавляя школы танцев при театре.
Театр успешно выступал в Германии, Франции, Бельгии, Голландии, Швейцарии, Норвегии, Австрии, Чехии, Польше, Канаде, Венгрии, Израиле, Китае, Украине, Турции, Ливии, Кипре, Литве, Москве, Санкт-Петербурге и других городах России. Однако официального места базирования и официального статуса театру тогда не дали. В 2016 году в эфире крымского телевидения Вадим Елизаров, признался: с присоединением в состав России «гастрольная деятельность театра танца теперь ориентирована только на Россию».
С 2000 по 2012 год Елизаров был художественным руководителем и директором коммунального учреждения «Севастопольский театр танца», работал в управлении культуры Севастопольской городской государственной администрации. С 2012 по 2017 год занимал в театре должность художественного руководителя, передав должность директора младшему сыну Александру.
В 2001 году во время празднования дней Русской культуры во Франции в Каннском Дворце фестивалей, коллективу Елизарова дал высокую оценку мастерства российский режиссёр Н. Михалков. В 2002 году указом Президента Украины Л. Д. Кучмы удостоен звания «Народный артист Украины», супруга, невестка, зять и двое сыновей удостоены звания «Заслуженный артист». В 2001—2004 годах театр выступал перед главами администраций и Президентами России, Украины, Татарстана, персонами дипломатического корпуса, министрами экономики и печати России.
В 2008 году украинские бизнесмены профинансировали строительство филиала Севастопольского театра танца в Киеве на базе ПАО «Квазар» на улице Северо-Сырецкая, 1/3. В 2009 году здание продали в счет уплаты долгов за строительство на аукционе студии Савика Шустера, в результате которого перенес микроинфаркт и тяжелую операцию на сердце. Врачи уверили, что «эмоциональное перенапряжение для него чревато негативными последствиями».
Указом Президента Украины В. А. Ющенко от 07.12.2009 № 1102/0/16, театру был присвоен статус «Академический», пятнадцать артистов удостоены звания «Заслуженный артист Украины» и звания Заслуженный артист Республики Крым.
В 2014 году с присоединением Крыма в состав РФ Департамент культуры города присвоил театру танца форму собственности государственное автономное учреждение культуры города Севастополя «Севастопольский академический театр танца имени Вадима Альбертовича Елизарова».
В 2017 году после рабочей поездки в Севастополь, президент России В. В. Путин поручил построить здание Севастопольского академического театра танца имени В. А. Елизарова на участке улицы Руднева, 13-31. Строительство планировалось начать в 2018 и завершить в 2020 году. Однако на июнь 2023 года строительство не начато и сроки его начала неизвестны. Местные власти заявили, что денег на это строительство нет.
В 2016 году стал обладателем диплома РТС «Свой путь. Мы доказываем свою правоту тем, что созидаем» на премии «ТОН».

### Театр имени А. В. Луначарского
С 2012 по 2014 год работал генеральным директором коммунального учреждения «Севастопольский академический русский драматический театр имени А. В. Луначарского». Закончил ремонт систем пожаротушения, кондиционирования, вентиляции, открыл Малую сцену, театральное кафе, ликвидировал ночной клуб «Театральный» и подготовил площадку для создания третьей сцены — андеграундной, уменьшил финансовую задолженность театра по коммунальным платежам и зарплате, заключил договора со специалистами — художественными постановщиками, администраторами, дизайнерами, увеличил количество постановок, восстановил детские спектакли. В репертуаре театра стараниями Елизарова стали появляться постановки известных столичных режиссёров.
В 2014 году к 70-летию освобождения Севастополя от немецко-фашистских захватчиков спектакль «Небесный тихоход» поставил главный режиссёр драматического театра «На Литейном» Санкт-Петербурга Игорь Ларин. В 2015 году состоялась премьера спектакля «Снежная Королева» сестры Федора Бондарчука — Натальи.
В 2014 году в театре имени Луначарского прошел юбилейный концерт Вадима Елизарова «Мне 65».

### Общественная позиция
С 2014 года член Совета регионального отделения политической партии «Справедливая Россия» в городе Севастополе.
В 2014 году попал в список артистов-крымчан, начавших «сотрудничать с врагом», был занесен в раздел «Чистилище» сайта «Миротворец» за незаконную "деятельность на территории оккупированного Россией Крыма, участие в «легализации аннексии Крыма», «пособничество российским оккупантам», «профессор кафедры хореографии Крымского университета культуры, искусства и туризма, работающем в оккупированном Симферополе». На юбилейном концерте к 65-летию выразил благодарность: «Огромное спасибо Владимиру Владимировичу Путину за то, что он сделал для Крыма и Севастополя»
В 2014 году прокомментировал увольнение активиста «Правого сектора», участника Майдана и режиссёра Севастопольского академического русского драматического театра имени А. В. Луначарского Тараса Мазура, «если ты принципиально поддерживаешь тех людей, которые говорят, что надо с этими „москалями“, „жидами“ и коммунистами мгновенно расправиться. Если ты исповедуешь это, то тебе не надо здесь работать. Потому что здесь центр культуры российский».
В 2014 году организовал сбор средств через благотворительный концерт театра танца и выставку детских рисунков «Севастополь — детям Новороссии» в КИЦ (ДКР).

### Конфликты и споры
С 2000 года правительство города откладывает и отказывает в поиске постоянного места базирования театра, заявленные площадки, рассматривает для передачи частному лицу, вынуждая продливать срок аренды во Дворце. Первый проект театра был на месте Дома Москвы. Отклонен проект реконструкции кинотеатра «Победа».
Приказом от 06 августа 2009 № 51 при содействии мэра города Сергея Куницына театру выделено левое крыло Дворца пионеров, от 22 октября 2009 № 64 отказ в аренде 30 помещений в Центральном корпусе дания, плата за аренду помещений идет в бюджет города. Однако персонал Дворца в ноябре, за неделю до вручения статуса театру, обвиняет Елизарова в попытках захвата помещений, организовывает сбор подписей в защиту кружков и выселения театра из здания, «мотивируя невозможностью театра получить звание народного или академического», «поддержкой в Секретариате Президента Украины передачи здания Дворца детства и юности из коммунальной собственности в государственную».
В октябре 2010 года на сцене театра танца демонстрирует в присутствии городских представителей власти, деятелей культуры и журналистов фильм сотрудника Дворца пионеров Алексей Процко «2012, 17 апреля», отмеченный общественностью как «откровенно злобная и клеветническая продукция о театре танца и лично Вадиме Елизарове», «зрелище желчное, злобное» и за который руководство Дворца приносит извинения.
В 2013 году заседание президиума городского совета, рассмотрев, отклоняет передачу кинотеатра «Украина» под здание театра танца из-за огромной стоимости реконструкции и опасности потери коммунальной собственности здания при возможном использовании спонсорской помощи Елизаровым, позволяющей в результате приобрести здание. Елизаров отказывается переезжать в помещения, которыми театр не располагает.
В 2015 году заседание городского совета отклонили реконструкцию кинотеатров «Москва» и «Океан». Кинотеатр «Россия» отклонен правительством из-за возможности проведения кинофестивалей и крупных мероприятий в больших залах в будущем.
В 2017 году получает от вице-губернатора по социальным вопросам в бессрочное пользование театра, занимаемые метры Дворца, отвечая на отказ руководства Дворца пионеров в договоре аренды и условие терпеть год, по истечении которого «судьбу театра должен решать город». В феврале дирижёр эстрадно-симфонического оркестра Дворца публикует сообщение: «Детям дали два дня на освобождение помещений», призвав собирать подписи в защиту кружка, за которое руководство Дворца публично приносит извинения после заявления Елизарова идти в суд.
В марте председатель Законодательного собрания города Татьяна Щербакова и парламентарии призывают отказать в передаче в бессрочное пользование театру помещений, сохранив за дворцом, предложив Елизарову годовую аренду занимаемых театром помещений, как крайний срок для поиска новой площадки.
Елизаров считал проблему не в детях, в существовании некой инициативной группы Чалого, желающей «отжать» часть помещений, арендуемых театром: «Можно построить театр и в поле… но надо учитывать и удобство для посещения театра людьми. Если городу не нужен театр — пусть его закроют. Театр для меня — это слишком больно, я его создавал всю жизнь».
В мае общественники собирают подписи к проекту письма в защиту театра танца на имя исполняющего обязанности губернатора Севастополя Д. В. Овсянникова. Друзья и сотрудники говорят: «Он хотел одного — сохранить театр и развивать его», «сильно ппереживал из-за угрозы ликвидации театра и даже в последние минуты жизни продолжал бороться за свое детище».

### Смерть
Во время поздравительной речи с 85-летним юбилеем коллектива русского драматического театра имени Б. А. Лавренёва ЧФ России: «Сейчас я вас поздравлю, а вечером меня, к сожалению, с вами не будет…», на сцене внезапно почувствовал себя плохо, был усажен в кабинете директора и потерял сознания. Сын Александр сообщил, что «в последнее время у отца были серьёзные проблемы с сердцем».
Вадим Елизаров скончался 28 мая 2017 года в Севастополе в результате сердечного приступа на 67-м году жизни. Церемония прощания прошла 31 мая в Дворце пионеров на сцене Севастопольского театра танца, в котором он работал худруком и директором два десятка лет, отпевание состоялось во Владимирском соборе (усыпальнице Адмиралов). С мастером пришли попрощаться сотни людей, поклонники, друзья, близкие, коллеги и представители городской власти, включая Д. В. Овсянникова и Т. Щербакову.

### Дополнительная информация
В августе 2017 года правительство города присвоило Государственному автономному учреждению культуры «Севастопольский академический театр танца» присвоено имя Вадима Елизарова.
Телеканал «Первый крымский» посмертно снял документальный 4-х серийный фильм «Елизаровы. Танцевальный роман» (2017) про Вадима Елизарова .
К 70-летнему юбилею Вадима Елизарова телеканал «НТС» представил получасовый документальный фильм «Елизаровы. Свет танцующей звезды» (2019)

### Книги
Решетило, В. М. Театр танца Вадима Елизарова. — К.: АДЕФ-Україна, 2008. — 272 с. — 1000 экз. — ISBN 978-966-187-016-0.

### Звания
- Народный артист Украины (2002)[29]
- Заслуженный работник культуры Украины (2000)
- Орден «За заслуги» III степени (2009) — за выдающийся личный вклад в культурное развитие украинского государства и по случаю 18-й годовщины независимости Украины[30]
- Заслуженный деятель искусств Автономной Республики Крым (2000) — за значительный личный вклад в развитие культуры и искусства Автономной Республики Крым, высокое профессиональное мастерство[31]
- Лауреат Государственной премии Крыма (2004) — за постановку спектакля «Пигмалион» в Севастопольском театре танца, актёрское мастерство и творческий профессионализм[32]
- Международный Орден Святого Станислава III степени (2007) — за заслуги в развитии культурного сотрудничества Украины с другими государствами, творческие достижения в области искусства, плодотворную деятельность в воспитании новых поколений сознательных граждан Украины — граждан будущей единой Европы, и за значительную благотворительную деятельность[33] Имя Вадима Елизарова вписано в «Золотую книгу кавалеров Ордена Святого Станислава в Украине»[34].
- Орден «Миротворец» Форума мира (2014)[35].

### Призы и награды
- 2005 — VII Международный фестиваль античного искусства «Боспорские агоны» в Керчи — специальный диплом (спектакль «Пигмалион»)
- 2009 — XI Международный фестиваль античного искусства «Боспорские агоны» в Керчи — Гран-при «Боспорская Ника» в номинации «Лучший спектакль» (спектакль «Notre Dame De Paris»)
- 2013 — премия РТС «Танцевальная история» — диплом «Легенда бального танца»
- 2016 — премия «Золотой грифон» за «Лучшее музыкальное решение» и «Лучшую хореографию, пластику, пантомиму» (спектакль «Пигмалион»)
- 2016 — премия фестиваля «ТОН» диплом «Свой путь. Мы доказываем свою правоту тем, что созидаем»
- 2017 — премия «Золотой грифон» за «Лучшую хореографию, пластику, пантомиму» (спектакль «Cabaret-Express»)

### Семья
- Первая жена — Нина Елизарова(род.8 ноября 1947)
  - Сын Денис Елизаров (род. 30 марта 1970),Заслуженный артист Украины(2002), танцор и педагог
    - Три внучки — Александра-Мария (род. 13 апреля 2001), Вера (род. 16 сентября 2011) и Софья (род. 19 февраля 2016)

  - Дочь Диана Елизарова (род. 30 марта 1970), педагог
    - Внучка Маргарита Гринёва (род. 1 июля 1998)
    - Внук Артур Гринёв (род. 24 марта 2001)
- Вторая жена (с 3 июня 1977) — Нина Маршева (род. 12 июня 1954), педагог
  - Сын Александр (род. 11 октября 1981), Заслуженный артист Украины(2002),танцор и педагог
    - Внучка Ева (род. 6 сентября 2010 года)
    - Два внука — Альберт и Алексей (род. 16 ноября 2015)

### Работы в театре
- «История любви» 11 февраля 2000 года.
- «Весеннее путешествие» 25 марта 2000 года.
- «Аргентинское танго» 9 августа 2000 года.
- «Кармен» 13 октября 2000 года.
- «Новогоднее поле чудес» 3 января 2001 года.
- «Вальс о Вальсе» 12 января 2001 года.
- «Exhibition» 29 октября 2001 года.
- «Щелкунчик» 19 декабря 2001 года.
- «Notre Dame de Paris» 6 декабря 2002 года.
- «Золушка» 21 декабря 2002 года.
- «Пигмалион»/«Моя прекрасная леди» 15 ноября 2003 года.
- «Бременские музыканты» 23 декабря 2003 года.
- «Фуете»/«Cabaret» 16 июля 2004 года.
- «Снежная Королева» 25 декабря 2004 года.
- «Гран-при» 11 ноябрь 2005 года.
- «Буратино» 25 декабря 2005 года.
- «Новогодние приключения Гарри Поттера» 24 декабря 2006 года.
- «Али-Баба и 40 разбойников» 20 декабря 2008 года.
- «The Best» 7 марта 2009 года.
- «Jazz Sity» 26 июня 2010 года.
- «Летучий Корабль» 22 декабря 2010 года.
- «Бродвей» 22 октября 2011 года.
- «Наша Маша и Медведь» 21 декабря 2012 года.
- «По щучьему велению» 24 декабрь 2013 года.
- «Песни памяти» 9 мая 2014 года.
- «Волк и семеро козлят» 20 декабря 2014 года.
- «Имя ей Роза» 24 января 2015 года.
- «Царевна Лягушка» 21 декабря 2015 года.
- «Cabaret-Express» 8 октября 2016 года.